# Lhotka u Radnic
Lhotka u Radnic è un comune della Repubblica Ceca facente parte del distretto di Rokycany, nella regione di Plzeň.